# Макарцовка
Макарцовка (укр. Макарцівка) — село,
Черноглазовский сельский совет,
Полтавский район,
Полтавская область,
Украина.
Код КОАТУУ — 5324086908. Население по переписи 2001 года составляло 241 человек.

## Географическое положение
Село Макарцовка находится на расстоянии в 1 км от сёл Трирогово и Черноглазовка.